# تشارلز ميلين
تشارلز ميلين (بالفرنسية: Charles Mellin)‏ (1597-1649) هو رسام فرنسي من عصر الباروكية.كان ميلين من نانسي، لورين، فرنسا، ولكن قضى مشواره الفني في إيطاليا.